# GEN (バンド)
GEN（ゲン）は、日本のロックバンド。

## メンバー
- 源学(Gen) （ボーカル、1967年6月18日 - ）
- 尾方茂樹 （ギター）
- 中村ゆういち （ベース）

後にZEPPET STOREへ加入
- 中島よしのぶ （ドラム）

1996年5月、ドミンゴスに加入。2003年5月に脱退するも、翌年再加入。
2004年6月にナカジマノブ名義で人間椅子の4代目ドラマーとして加入。

## 略歴
1988年結成。翌1989年2月25日、三宅裕司のいかすバンド天国に出場（演奏曲は『気取ってんじゃねぇよ』）。チャレンジャーとして正キングになったばかりの初代キングSLUT&SLASH BANDに挑み、番組史上初のキングを打倒したチャレンジャーの栄冠とともに2代目イカ天キングを獲得。勝利した際には踊って喜びを表現した。ボーカルの源学はじめ、視聴者人気は非常に高く番組にファンレターが多数寄せられた。翌週3月4日、「2人のセレナーデ」を演奏曲としてFLYING KIDSを迎え撃ったもののイカ天キング防衛はならなかった。このときの勝負は3対2と接戦で、相原勇は「いい勝負だった」とコメントし、GENはFLYING KIDSと握手して去っていった。
1990年5月21日にビクターインビテーションからシングル『バラ色の人生』を発売、メジャー・デビュー。以後ビクターからは1992年の解散までにシングル5枚、アルバム3枚をリリース。
2013年11月1日に下北沢CLUB251で行われた「Gen & Beautiful Boys」にソロのGENとしてだけでなくオリジナルメンバーの4人のGENとしても出演。

## ディスコグラフィー

### ビデオ
- ブルースマンに憧れて（1990年4月21日/VIVL-2）
- ブルースマンに憧れて（1990年5月21日/VHC-3）
- フィルム～ライヴ&クリップス（1991年3月21日/VIVL-26）

### 参加作品
| 発売日        | タイトル            | 規格品番 | 曲順 | 楽曲                 |
| ------------- | ------------------- | -------- | ---- | -------------------- |
| 1998年6月21日 | いか天 ザ・50 Vol.2 | APCA-224 | M.2  | 気取ってんじゃねえよ |